# 부셰르

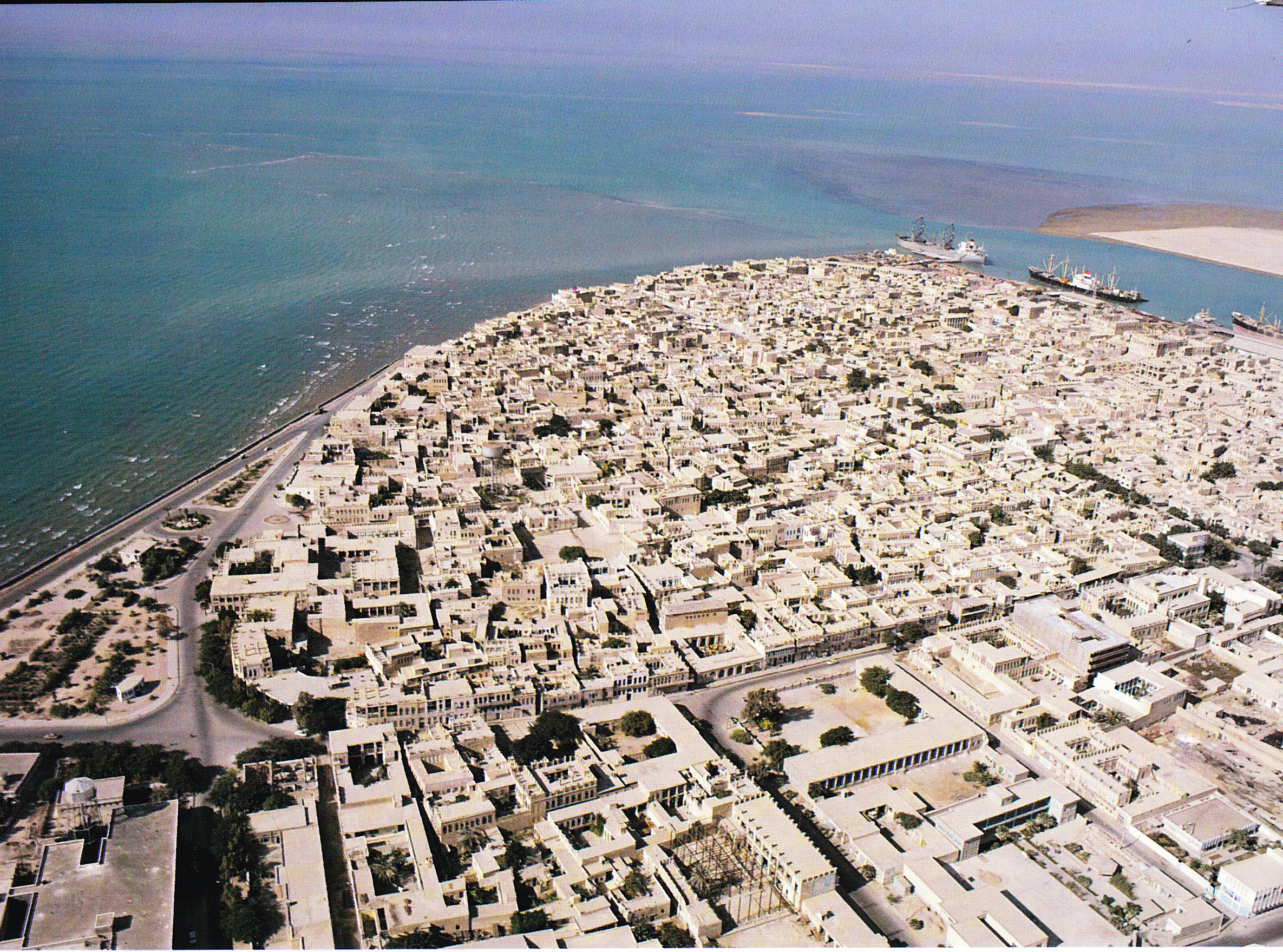
부셰르에서 본 페르시아만

부셰르(페르시아어: بوشهر)는 이란 남서부와 페르시아만 연안에 위치한 도시로, 부셰르주의 주도이며 인구는 165,377명(2005년 기준)이다. 이란의 대표적인 항구 도시 가운데 하나이며 테헤란(이란의 수도)에서 남쪽으로 1,281km 정도 떨어진 곳에 위치한다. 덥고 습한 기후를 띤다.

## 역사
이 곳 남쪽에 엘람인(기원전 3000년경)이 처음으로 거주한 것으로 추정된다. 5세기에는 기독교 네스토리우스파 세력이 이란 남부 지방으로 확장하기 위한 거점으로 여겨졌다.
1737년 네덜란드 동인도 회사가 이 곳에 무역 사무소를 설치했으며 이 무역 사무소는 1753년까지 운영되었다. 1763년 페르시아 잔드 왕조의 지배자 카림 칸이 영국 동인도 회사로부터 기지와 무역 사무소에 대한 권리를 획득했으며 18세기 말까지 영국 해군 기지가 이 곳에 들어섰다. 19세기 페르시아의 중요한 상업항으로 발전했지만 영국-페르시아 전쟁(1856년-1857년) 때 영국군에 점령되었고 1856년 11월 9일 영국군에 항복을 선언하게 된다.
1915년 독일이 이 곳을 점령하려는 음모를 꾸미게 되자 영국군이 이 곳을 다시 점령하기도 했다. 현재는 이란 해군 기지가 들어서 있다.

## 산업
주요 산업은 어업과 열전력 발전이며 내륙 지역에서는 쉬라 포도와 금속 가공, 융단 등 방직물 뿐만 아니라 시멘트, 비료 등이 생산된다.

## 기후
| Bushehr (1951–2010)의 기후 | Bushehr (1951–2010)의 기후 | Bushehr (1951–2010)의 기후 | Bushehr (1951–2010)의 기후 | Bushehr (1951–2010)의 기후 | Bushehr (1951–2010)의 기후 | Bushehr (1951–2010)의 기후 | Bushehr (1951–2010)의 기후 | Bushehr (1951–2010)의 기후 | Bushehr (1951–2010)의 기후 | Bushehr (1951–2010)의 기후 | Bushehr (1951–2010)의 기후 | Bushehr (1951–2010)의 기후 | Bushehr (1951–2010)의 기후 |
| 월 | 1월                        | 2월                        | 3월                        | 4월                        | 5월                        | 6월                        | 7월                        | 8월                        | 9월                        | 10월                       | 11월                       | 12월                       | 연간                       |
| --- | -------------------------- | -------------------------- | -------------------------- | -------------------------- | -------------------------- | -------------------------- | -------------------------- | -------------------------- | -------------------------- | -------------------------- | -------------------------- | -------------------------- | -------------------------- |
| 역대 최고 기온 °C (°F) | 30.0 (86.0)                | 32.0 (89.6)                | 38.0 (100.4)               | 42.5 (108.5)               | 47.0 (116.6)               | 48.6 (119.5)               | 50.0 (122.0)               | 47.0 (116.6)               | 46.0 (114.8)               | 41.0 (105.8)               | 34.5 (94.1)                | 32.0 (89.6)                | 50.0 (122.0)               |
| 일평균 최고 기온 °C (°F) | 18.6 (65.5)                | 20.2 (68.4)                | 24.2 (75.6)                | 29.6 (85.3)                | 34.5 (94.1)                | 36.4 (97.5)                | 37.8 (100.0)               | 38.1 (100.6)               | 36.6 (97.9)                | 32.9 (91.2)                | 26.6 (79.9)                | 21.0 (69.8)                | 29.7 (85.5)                |
| 일일 평균 기온 °C (°F) | 14.5 (58.1)                | 15.8 (60.4)                | 19.3 (66.7)                | 24.3 (75.7)                | 29.0 (84.2)                | 31.4 (88.5)                | 33.1 (91.6)                | 33.3 (91.9)                | 30.8 (87.4)                | 26.9 (80.4)                | 21.3 (70.3)                | 16.5 (61.7)                | 24.7 (76.5)                |
| 일평균 최저 기온 °C (°F) | 10.3 (50.5)                | 11.4 (52.5)                | 14.4 (57.9)                | 18.9 (66.0)                | 23.6 (74.5)                | 26.3 (79.3)                | 28.4 (83.1)                | 28.4 (83.1)                | 25.1 (77.2)                | 20.9 (69.6)                | 16.0 (60.8)                | 12.0 (53.6)                | 19.6 (67.3)                |
| 역대 최저 기온 °C (°F) | −1.0 (30.2)                | 2.5 (36.5)                 | 5.0 (41.0)                 | 8.0 (46.4)                 | 14.0 (57.2)                | 18.0 (64.4)                | 21.0 (69.8)                | 22.0 (71.6)                | 17.0 (62.6)                | 12.0 (53.6)                | 5.0 (41.0)                 | 2.0 (35.6)                 | −1.0 (30.2)                |
| 평균 강수량 mm (인치) | 78.5 (3.09)                | 31.8 (1.25)                | 22.4 (0.88)                | 8.6 (0.34)                 | 2.6 (0.10)                 | 0.0 (0.0)                  | 0.0 (0.0)                  | 0.3 (0.01)                 | 0.0 (0.0)                  | 5.7 (0.22)                 | 39.4 (1.55)                | 78.7 (3.10)                | 268.0 (10.55)              |
| 평균 강수일수 (≥ 1.0 mm) | 5.9                        | 3.4                        | 3.1                        | 1.7                        | 0.4                        | 0.0                        | 0.0                        | 0.0                        | 0.0                        | 0.5                        | 2.7                        | 5.3                        | 22.0                       |
| 평균 상대 습도 (%) | 75                         | 72                         | 66                         | 60                         | 56                         | 58                         | 61                         | 65                         | 65                         | 66                         | 66                         | 73                         | 65                         |
| 평균 월간 일조시간 | 199.1                      | 195.4                      | 217.4                      | 232.0                      | 292.5                      | 329.7                      | 314.0                      | 320.9                      | 293.8                      | 279.0                      | 227.3                      | 193.5                      | 3,094.6                    |
| 출처: Iran Meteorological Organization (records), (temperatures), (precipitation), (humidity), (days with precipitation), (sunshine) |                            |                            |                            |                            |                            |                            |                            |                            |                            |                            |                            |                            |                            |

## 원자력 발전소
이 곳에서 12km 정도 떨어진 곳에 위치한 부셰르 원자력 발전소는 이란과 러시아의 합작으로 건설된 원자력 발전소이다. 1975년 당시 이란 정부와 서독 정부가 40억 달러에서 60억 달러 상당을 투입하여 원자력 발전소를 건설한다는 내용에 합의, 서명하였고 이에 따라 서독의 지멘스가 원자로 2기를 건설하였다.
하지만 1979년 1월 이란 이슬람 혁명이 터진 직후 원자력 발전소 건설이 중단되었고 원자로 1기는 50% 정도, 나머지 원자로 1기는 85% 정도 완성된 채로 중단된다. 당시 이란 정부는 4억 5,000만 미국 달러 상당의 부채를 안고 있었고 지멘스는 전체 계약 금액 가운데 25억 달러만을 수령하고 있었다. 지멘스는 이란 정부가 원자력 발전소 건설에 관한 계약을 일방적으로 해지한 것으로 간주했고 이 계약은 결국 파기되고 만다. 이란 정부는 지멘스에 원자력 발전소 건설 재개를 요구했지만 지멘스는 이를 거부했다. 게다가 이란-이라크 전쟁 중이던 1985년 2월부터 1988년까지 이라크 공군 부대의 공습을 받으면서 원자로 시설이 크게 파괴되었다.
1995년 이란과 러시아가 원자력 발전소 건설을 위한 경수로 공급 계약을 체결했는데 계약 금액은 7억 달러에서 12억 달러 상당으로 추산된다. 이 조약에 따라 이란 측은 사용이 끝난 핵연료봉을 넘겨주는 대신 러시아 측은 핵연료봉을 재처리하게 된다.